# Saint-Aignan-Grandlieu
Saint-Aignan-Grandlieu är en kommun i departementet Loire-Atlantique i regionen Pays de la Loire i nordvästra Frankrike. Kommunen ligger i kantonen Bouaye som tillhör arrondissementet Nantes. År 2022 hade Saint-Aignan-Grandlieu 3 991 invånare.

## Befolkningsutveckling
Antalet invånare i kommunen Saint-Aignan-Grandlieu
| Referens: INSEE |